# Leucania combinata
Leucania combinata là một loài bướm đêm trong họ Noctuidae.